# كت سياه (سادات محمودي)
کت سیاه (بالفارسية: کت سیاه) هي قرية تقع في إيران في قسم سادات محمودي الريفي. يقدر عدد سكانها بـ 105 نسمة بحسب إحصاء 2016.